# Компостела (футбольний клуб)
«Компостела» (ісп. SD Compostela) — іспанський галісійський футбольний клуб з міста Сантьяго-де-Компостела, в провінції Ла-Корунья, заснований 1962 року. Домашні матчі проводить на арені «Сан Лазаро», що вміщає 13 000 глядачів.

## Історія
Клуб був створений 26 червня 1962 року. У 1960-х і першій половині 1970-х років він грав у регіональних лігах, а в 1977 році вийшов до новоствореної Сегунди Б, третього за рівнем дивізіону країни, проте він грав у ньому лише рік. У 1980 році клуб повернувся до Сегунди Б і цього разу провів там 6 сезонів поспіль.
У другій половині 1980-х відбулися зміни в управлінській структурі клубу і в самому правлінні, і в 1990 році клуб повернувся до Сегунди Б, а наступного року вперше в історії клуб вийшов і до Сегунди, другого за рівнем дивізіону країни — ця історична подія відбулася 23 червня 1991 року на стадіоні «Санта Ізабель», завдяки перемозі 3:1 над «Бадахосом» у плей-оф. У 1993 році «Компостела» переїхала на новий стадіон «Сан Лазаро».

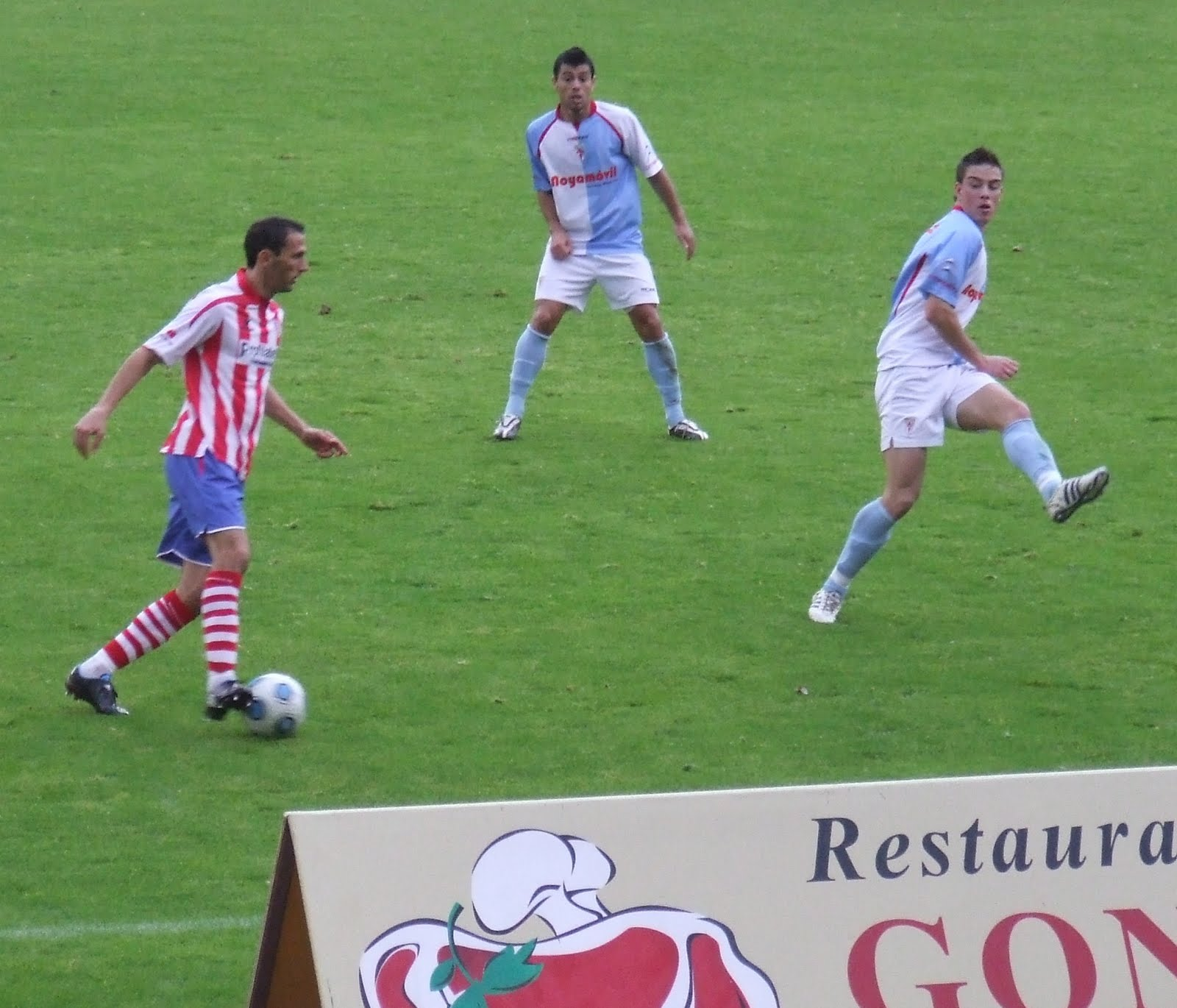
Матч «Компостели» у 2009 році.

У 1994 році в плей-оф за вихід у Прімеру «Компостела» виграла 3:1 у «Райо Вальєкано» і вперше в історії вийшла до елітного дивізіону країни. Там клуб провів чотири сезони, останнім з яких став сезон 1997/98. Найкращим досягненням команди є 10-е місце в сезоні 1995/96, головним чином завдяки 23 голам пари форвардів нігерійця Крістофера Огена і данця Бента Крістенсена.
З середини 2000-х років клуб мав фінансові труднощі, в результаті чого балансував між другим і третім дивізіоном, поки 2004 року клуб не було відправлено через банкрутство до регіональної ліги Галісії, де клуб провів ще два сезони, після чого припинив існування.
Натомість ще 2004 року у місті була створена нова аматорська команда «Кампус Стелле» (ісп. SD Campus Stellae). У 2006 році президент розформованого клубу «Компостела» Хосе Марія Канеда придбав комерційне ім'я Sociedad Deportiva Compostela і став президентом «Кампус Стелле», повернувши їй 2007 року історичну назву «Компостела». У сезоні 2007/08 новий клуб виграв свою регіональну лігу і повернувся до Терсери, де також ставши першим клуб наступного року потрапив до Сегунди Б. Проте і новий клуб зачепили фінансові проблеми і 2010 року клуб знову відправили в регіональну лігу.
2012 року команда знову повернулась до Терсери, а у 2013—2016 роках грала у Сегунді Б.

## Відомі гравці
| - Любослав Пенєв - Бент Крістенсен - Франк Пассі - Стефан Піньйоль - Саїд Шиба - Петер Гукстра - Крістофер Оген | - Дмитро Попов - Дмитро Радченко - Зоран Марич - Франсиско Льоренте - Альваро Лемос - Томас Реньйонес - Оскар Ферро |